# Административна подела Гренланда
Гренланд је подељен на четири општине, тј. региона. Осим њих у састав улазе и Национални парк Североисточни Гренланд и база Питуфик, међутим они нису део административне поделе и сматрају се тзв. „неукљученим територијама“. Тренутна подела је на снази од 2009. године, а до тад су постојале три регије - Северни, Западни и Источни Гренланд.

## Подела
- Подела Гренланда на округе (до 2009)
- Подела Гренланда на општине (од 2009)

Ранија подела (до 2009) Гренланда укључивала је подељену на три округа (Landsdele):
- Северни Гренланд (гренл. Avannaa, дан. Nordgrønland), која се састоји од
- Западног Гренланда
- Источног Гренланда

Од 2009. године, Гренланд се дели на четири општине и један национални парк:
| #    | Грб | Српски назив    | Гренландски назив                        | Главни град | Популација | Површина (km²) | Поп./km² |
| ---- | --- | --------------- | ---------------------------------------- | ----------- | ---------- | -------------- | -------- |
| 1    |     | Касуитсуп       | Qaasuitsup                               | Илулисат    | 17 749     | 660 000        | 0        |
| 2    |     | Кеката          | Qeqqata                                  | Сисимијут   | 9 667      | 115 500        | 0.1      |
| 3    |     | Сермерсок       | Sermersooq                               | Нук         | 21 232     | 531 900        | 0        |
| 4    |     | Кујалек         | Kujalleq                                 | Какорток    | 7 589      | 32 000         | 0.2      |
| NGNP | —   | Национални парк | Kalaallit Nunaanni nuna eqqissisimatitaq | Местерсвиг  | 40         | 972 000        | 0        |
| -    |     | Гренланд        | Kalaallit Nunaat                         | Нук         | 56 615     | 2 116 086      | 0.1      |